# Shanghai Golden Grand Prix 2011
Shanghai Golden Grand Prix 2011 byl lehkoatletický mítink, který se konal 15. května 2011 v čínském městě Šanghaji. Byl součástí série mítinků Diamantová liga.

## Výsledky
- Archiv výsledků zde [1]

### Muži
| Disciplína      | 1. místo               | 2. místo                     | 3. místo                       |
| 100 m           | Asafa Powell 9,95      | Michael Rodgers 10,01        | Mario Forsythe 10,12           |
| 400 m           | Calvin Smith 45,47     | Greg Nixon 45,50             | David Neville 45,58            |
| 1500 m          | Nixon Chepseba 3:31,42 | Asbel Kipruto Kiprop 3:31,76 | Mekonnen Gebremedhin 3:32,36   |
| 110 m překážek  | Liou Siang 13,07       | David Oliver 13,18           | Aries Merritt 13,24            |
| 3000 m překážek | Brimin Kipruto 8:02,28 | Paul Kipsiele Koech 8:02,42  | Hillary Kipsang Yego 8:07,71   |
| Skok daleký     | Mitchell Watt 844 cm   | Su Xiongfeng 819 cm          | Ignisious Gaisah 812 cm        |
| Hod oštěpem     | Tero Pitkämäki 85,33 m | Andreas Thorkildsen 85,12 m  | John Robert Oosthuizen 83,73 m |

### Ženy
| Disciplína     | 1. místo                            | 2. místo                          | 3. místo                   |
| 100 m          | Veronica Campbellová-Brownová 10,92 | Carmelita Jeterová 10,95          | Blessing Okagbareová 11,23 |
| 800 m          | Jennifer Meadowsová 2:00,54         | Malika Akkaoui 2:01,45            | Angelika Cichocka 2:01,75  |
| 5000 m         | Vivian Cheruiyotová 14:31,92        | Sentayehu Ejigu 14:32,87          | Linet Masaiová 14:32,95    |
| 400 m překážek | Kaliese Spencerová 54,20            | Lashinda Demusová 54,58           | Melaine Walkerová 54,96    |
| Skok do výšky  | Blanka Vlašičová 194 cm             | Nadiya Dusanova 190 cm            | Viktorija Sťopinová 190 cm |
| Skok o tyči    | Silke Spiegelburgová 455 cm         | Carolin Hingstová 450 cm          | Mary Saxer 450 cm          |
| Trojskok       | Yargelis Savigneová 14,68 m         | Li Yanmei 14,35 m                 | Olga Rypakovová 14,17 m    |
| Vrh koulí      | Kung Li-ťiao 19,94 m                | Jillian Camarena-Williams 19,35 m | Li Ling 19,30 m            |
| Hod diskem     | Li Jen-feng 62,73 m                 | Dani Samuelsová 61,98 m           | Aretha Thurmond 60,98 m    |